# Municipio de Wilson (condado de Fulton)
El municipio de Wilson (en inglés: Wilson Township) es un municipio ubicado en el condado de Fulton en el estado estadounidense de Arkansas. En el año 2010 tenía una población de 278 habitantes y una densidad poblacional de 3,03 personas por km².

## Geografía
El municipio de Wilson se encuentra ubicado en las coordenadas 36°28′16″N 91°41′58″O / 36.47111, -91.69944. Según la Oficina del Censo de los Estados Unidos, el municipio tiene una superficie total de 91.65 km², de la cual 91,65 km² corresponden a tierra firme y (0 %) 0 km² es agua.

## Demografía
Según el censo de 2010, había 278 personas residiendo en el municipio de Wilson. La densidad de población era de 3,03 hab./km². De los 278 habitantes, el municipio de Wilson estaba compuesto por el 96,4 % blancos, el 1,8 % eran amerindios, el 0,36 % eran de otras razas y el 1,44 % eran de una mezcla de razas. Del total de la población el 0,36 % eran hispanos o latinos de cualquier raza.